# متوباش
متوباش (به لاتین: Metevbash) یک منطقهٔ مسکونی در روسیه است که در باشقیرستان واقع شده‌است.